# Vila Verde dos Francos
Vila Verde dos Francos es una freguesia portuguesa perteneciente al municipio de Alenquer, en el distrito de Lisboa con 28,02 km² de área y 1 162 habitantes (2011). La densidad poblacional asciende a 41,5 hab/km².
Fue sede de municipio con una Carta Puebla de 1160. Este municipio fue suprimido a principios del siglo XIX e integrado en el municipio de Aldeia Galega da Merceana, donde estuvo hasta que este fue suprimido en 1855. El municipio estaba constituido solamente por la freguesia de la sede. Este territorio fue otorgado tras la conquista de Lisboa a un franco llamado Alardo.
En su patrimonio histórico-artístico destacan las ruinas del castillo medieval y del palacio de los marqueses de Angreja, mandado edificar a mediados del siglo XV; así como una fuente gótica, con su característico arco ojival.